# Эго-психология
Э́го-психоло́гия — направление психоанализа. Отличается выдвижением на первый план Эго (в то время как Фрейд в основном исследовал Оно), а также вниманием к адаптации личности в окружающем мире, вопросам свободы личности, автономии личности и особенностям личностной работы. Основные представители данного направления: А. Фрейд, Х. Гартман, Р. Спитц, М. Малер, Э. Глоувер и Э. Эриксон.
Основные идеи эго-психологии разрабатывались на основании данных детского психоанализа. Первоначально образовались два направления эго-психологии: А. Фрейд изучала защитные механизмы Я (Эго), а Х. Гартман делал упор на вторичные аспекты Я — рациональное мышление, рациональное действие и т. п. Однако, общим было представление о Я как о главной формирующей силе личности, не зависящей (как это считал Фрейд) от Оно, отвечающей за идентичность личности. Много нового ввёл в Эго-психологию ученик А. Фрейд — Э. Эриксон, плодотворно изучавший вопросы развития личности, выделивший возрастные стадии развития личности, перемежающиеся кризисами.
Эго-психология была объектом критики  Жака Лакана.